# NGC 3735
NGC 3735 est une vaste galaxie spirale vue par la tranche située dans la constellation du Dragon. NGC 3735 a été découverte par l'astronome germano-britannique William Herschel en 1801.

## Caractéristiques
La classe de luminosité de NGC 3735 est III et elle présente une large raie HI.

### Distance
Sa vitesse par rapport au fond diffus cosmologique est de 2 776 ± 6 km/s, ce qui correspond à une distance de Hubble de 40,9 ± 2,9 Mpc (∼133 millions d'al).
À ce jour, 19 mesures non basées sur le décalage vers le rouge (redshift) donnent une distance de 37,979 ± 5,088 Mpc (∼124 millions d'al), ce qui est à l'intérieur des valeurs de la distance de Hubble.

### Galaxie de Seyfert
C'est aussi une galaxie active de type Seyfert 2.

### Luminosité dans l'infrarouge
La luminosité de la galaxie NGC 3735 dans l'infrarouge lointain (de 40 à 400 µm)  est égale à 2,82 × 1010 {\displaystyle L_{\odot }} (1010,45{\displaystyle L_{\odot }}) et sa luminosité totale dans l'infrarouge (de 8 à 1 000 µm) est de 3,27 × 1010 {\displaystyle L_{\odot }} (1010,57{\displaystyle L_{\odot }}).

## Trou noir supermassif
Selon un article basé sur les mesures de luminosité de la bande K de l'infrarouge proche du bulbe de NGC 3735, on obtient une valeur de 107,6 {\displaystyle M_{\odot }} (40 millions de masses solaires) pour le trou noir supermassif qui s'y trouve.
Selon les auteurs d'un article publié en 2012, la connaissance de la masse d'un trou noir central et du taux d'accrétion par celui-ci permet d'estimer le taux de formation d'étoiles dans la région centrale des galaxies de type Seyfert. Ce taux pour NGC 3735 serait à l'intérieur et à l'extérieur d'un rayon de 1 kpc respectivement de 0,51 {\displaystyle M_{\odot }}/an  et de 2,9 {\displaystyle M_{\odot }}/an
.

## Supernova
La supernova 1998cn a été découverte dans cette galaxie par l'astronome Michael Schwartz des observatoires Tenagra. Il a découvert cette supernova sur une image non filtrée captée le 17 juin 1998. L'objet est aussi présent sur une image prise le 18 juin, mais il n'apparait pas sur une autre image prise le 17 avril de la même année.

## Groupe de NGC 3735
NGC 3735 est la plus grosse et la plus brillante galaxie d'un petit groupe de trois galaxies. Les deux autres galaxies du groupe de NGC 3735 sont UGC 6552 et UGC 6711. Abraham Mahtessian mentionne aussi l'existence de ce groupe avec les trois mêmes galaxies, mais la désignation employée est une abréviation des entrées du Catalogue of Galaxies and of Clusters of Galaxies, soit 1130+7149 pour CGCG 1131.5+7149 (la galaxie UGC 6552) et 1141++7001 pour CGCG 1141.7+7001 (la galaxie UGC 6711).